# Luzula plumosa
Luzula plumosa är en tågväxtart som beskrevs av Ernst Meyer. Luzula plumosa ingår i Frylesläktet som ingår i familjen tågväxter. Inga underarter finns listade i Catalogue of Life.